# Iazua Larios
Pour les articles homonymes, voir Laríos.
Iazúa Laríos (en espagnol : Iazua Larios Ruiz), née en 1985, est une actrice mexicaine.

## Biographie
Iazua Larios naît au Mexique en 1985 dans la ville de Tampico, dans l'État de Tamaulipas. Elle passe son enfance entre les villes de Tampico et de Mazatlán, puis part vivre à Isla Mujeres, dans les Caraïbes mexicaines. Elle passe sa jeunesse dans l'État de Guanajuato, au Mexique.
À l'âge de 18 ans, elle part vivre à Barcelone où elle étudie le cinéma, le théâtre et la danse. Elle paye ses études en travaillant à temps partiel. À Barcelone, Iazúa Laríos rencontre le réalisateur mexicain Amat Escalante dans une école de cinéma et collabore avec lui sur certains détails de la réalisation du premier court métrage du réalisateur, Amarrados (2002), qui est primé au Festival international de cinéma de Berlin en 2003. Iazua Larios vit en Espagne pendant 10 ans, où elle approfondit sa carrière d'actrice dans des écoles de théâtre, de danse et de cirque.
Iazúa Laríos commence sa carrière d'actrice en 2006 avec le court métrage d'horreur Máquina. La même année, elle apparaît dans le rôle de soutien de Sky Flower dans le drame historique et d'action réalisé par Mel Gibson, Apocalypto, et acquiert une renommée internationale. Dans les pays germanophones, elle se fait connaître d'un public plus large en 2016 grâce au rôle principal féminin de Ncho-chee dans le remake en trois parties de Karl-May Winnetou – Der Mythos lebt (de), diffusé sur RTL.
Après avoir interprété la Malinche dans la série TVE, Carlos, rey emperador (2015), avec le personnage de Rocío, elle est la protagoniste dans le film La Voz de un Sueño.
En 2017, elle apparaît dans la série El César, réalisée par Alfonso Pineda Ulloa, dans laquelle elle interprète le personnage de Myriam et a comme partenaire Armando Hernández et Gustavo Sánchez Parra.
Iazúa Laríos est mère d'un fils, né en 2014.
Le 19 décembre 2016, elle est témoin oculaire de l'attaque du marché de Noël de Berlin près de l'église du Souvenir.

## Filmographie partielle

### Au cinéma
- 2006 : Apocalypto
- 2021 : Sundown
- 2023 : Tótem

### À la télévision
- 2015 : Carlos, rey emperador : La Malinche (série  télévisée, 5 épisodes)
- 2017 : El César  (série télévisée)
- 2024 : El secreto del río  (série  télévisée, 8 épisodes)

## Récompenses et distinctions
- (en) Iazúa Laríos: Awards, sur l'Internet Movie Database